# トニー・アップルトン
トニー・アップルトン（Tony Appleton、1936年 - ）は、イギリスのタウン・クライヤーで、2013年のジョージ王子の誕生など、いくつもの王室行事に際して非公式に告知をおこなってきたことで知られる。

## 生い立ち
アップルトンは、エセックス州チェルムスフォードに生まれた。イギリス海軍の軍務に就き、空母インプラカブルの乗員としてスエズ危機や朝鮮戦争に従軍し、17歳の水兵であったときに、艦の閲兵に訪れたエリザベス2世女王と初めて会った。海軍を退役した後、アップルトンは南部アフリカでダイヤモンド採掘に従事し、後にはカーペットを扱う商店主となったり、民宿の経営にあたった。アップルトンはまた、地元でケアホームも所有している。

## クライヤーとしての経歴
その後、アップルトンは、トーストマスター（司会者）としての訓練を受け、ミラノやアムステルダム、ラスベガスなどで諸行事の司会を務めた。とある宴会の席で、ある子どもから「あなたってタウン・クライヤーみたいに見える」と言われたことを契機に、以降は「過去を振り返らず」突き進むこととなった。2000年代はじめ、アップルトンは、イースト・ロンドンのロムフォードで、公式のタウン・クライヤーとなった。アップルトンは、自身のウェブサイトで、the Guild of International Millennium Town Criers の会長 (the President) を自称している。その後、アップルトンは、2011年のウィリアム王子とキャサリン・ミドルトンの婚礼や、2012年のエリザベス2世の即位60周年、2012年ロンドンオリンピックの閉会式の際に、非公式にタウン・クライヤーの役割を果たした。
アップルトンが身につける伝統的な衣装は3,500ポンドで手に入れたもので、彼はこの衣装を着てパーティーなどに出席し、スポンサーの商品の宣伝をするといった活動をしてきた。
正式な王室との繋がりはないにもかかわらず、アップルトンは王室関係の出産やその他の行事において、非公式な告知をすることで広く知られている。特に、2013年にジョージ王子の誕生を、ロンドン、パディントンのセント・メアリ病院リンド・ウィング (the Lindo Wing) の入口階段で告知したことは、アップルトンに国際的な名声をもたらすこととなった。自身を王室支持者 (a royalist) と称するアップルトンは、病院に到着したとき告知はされておらず、また自分が階段に上って王子の誕生を告知させてもらえるとは思っていなかったと述べている。招かれていなかったにもかかわらずアップルトンが登場したことは、アンダーソン・クーパーやレイチェル・マドーなどアメリカ人のジャーナリストたちに誤解を与え、彼らの番組の中で、アップルトンは公式なタウン・クライヤーと報じられた。程なくして、アップルトンが何らかの公式の地位をもたない、ただの一般市民であることが明らかになり、マドーは正式な訂正をおこなった。
2015年5月、アップルトンは、ジョージ王子の誕生を告知したのと同じ場所からシャーロット王女の誕生を告知した。『Us Weekly』誌のインタビューに応えたアップルトンによると、前回とは異なり、病院の外に待機していた王室関係者は、彼が到着するのを予想して待っていたという。同年中には、アップルトンは、バッキンガム宮殿の門から、エリザベス2世が高祖母ヴィクトリア女王を在位期間で超え、イギリスの君主として史上最長の在位となったことを告知した。2017年11月、アップルトンは、またもや非公式な立場ながら、ハリー王子とアメリカ人女優メーガン・マークルの婚約を、ロンドンのケンジントン宮殿の門から告知した。
アップルトンは、2018年4月にもセント・メアリ病院の階段からルイ王子の誕生を告知して、再び世間の耳目を集めた。アップルトンの告知は、またアメリカ合衆国のニュース・メディアによって公式なものと報じられ、『CBSモーニングニュース』は告知を生中継し、放送中に告知が「公式」であると伝え、CBSニュースの公式Twitterでも同様に報じた。
『インデペンデント』紙の記者ジョン・ストーン (Jon Stone) は、アップルトンの非公式な役割について、貴族院に残る主教たちや庶民院の議員が公式には辞職できないことなどになぞらえており、また『ハフィントン・ポストUK』の記者ジェス・ブラマーは、アップルトンを黒杖官の役割、すなわち、黒杖官が毎年恒例の国王演説に際して、議員を招き入れる儀式をおこなうこと、と比較している。

## 自伝
2016年、アップルトンは、セレブリティの周辺で過ごした時間について述べた自伝『Now or Never』を自費出版した。